# Ліхтарна акула коричнева
Ліхтарна акула коричнева (Etmopterus compagnoi) — акула з роду Ліхтарна акула родини Ліхтарні акули. Інша назва «акула Компаньо» (на честь американського вченого Леонардо Компаньо).

## Опис
Загальна довжина сігає 78 см. Голова відносно довга. Морда коротка. Очі великі, овальні. За ними є помірного розміру бризкальця. Ніздрі великі, розташовані ближче до кінчика морди. У неї 5 пар коротких зябрових щілин. Тулуб стрункий. Грудні плавці невеликі, округлі. Має 2 невеликих спинних плавця з колючими шипами. Задній спинний плавець та шив на ньому значно більше за передній плавець та шип на ньому. Анальний плавець відсутній.
Забарвлення буро-коричневе.

## Спосіб життя
Тримається на глибинах від 479 до 923 м. Є епібентоносним хижаком. Вночі підіймається ближче до поверхні. Живиться дрібними костистими рибами, кальмарами, креветками та іншими безхребетними.
Статева зрілість настає у самців при розмірі 55 см. Це яйцеживородна акула.
Жодним чином не застосовується людиною у виробництві.

## Розповсюдження
Мешкає від південно-західного узбережжя Капської провінції до північної частини провінції Наталь (ПАР).